# 귀인 김씨 (숙종)
귀인 김씨(貴人 金氏, 1690년 ~ 1735년 음력 7월 28일)는 조선 제19대 왕 숙종의 후궁이다.

## 생애

### 초기
본관은 경주 김씨이며 아버지는 김시구(金時龜)이고 어머니는 미상이다.
1690년(숙종 16년)에 김시구의 딸로 태어나 1705년(숙종 31년) 종4품 숙원(淑媛)에 봉해지고, 이후 숙의(淑儀)를 거쳐 1710년(숙종 36년) 종1품 귀인(貴人)으로 승격되었다.
그녀가 후궁으로 책봉된 경위는 알 수 없으며 숙종과의 사이에서 자녀는 없다. 
1735년(영조 11년) 7월 28일 사망하였다. 사망 후에는 2등 예장(禮葬)으로 장례가 치러졌다.

### 사후
1772년(영조 48년) 8월에는 영조의 서손녀사위인 당은첨위(唐恩僉尉) 홍익돈(洪益惇)으로 하여금 봉사(奉祀)를 담당하도록 하였다.
귀인 김씨의 첫 매장지는 경기도 구리시 인창동이었으나 1966년 문화재관리국에 의해 '왕릉이 필요 이상의 땅을 차지하고 있으며 관리상의 애로와 비용문제'를 이유로 고양시 덕양구 서삼릉 경내로 이장되었다.